# Assel (Drochtersen)
Assel (platduits: Doans) is een dorp in de gemeente Drochtersen in het Landkreis Stade in de deelstaat Nedersaksen. Het dorp werd in 1972 bij Drochtersen gevoegd. Het dorp ligt vrijwel direct aan de Elbe. 
De huidige dorpskerk is gebouwd in de zestiende eeuw, waarbij de veldkei restanten van de eerdere kerk zijn gebruikt, die uit 1141 dateerde.